# The Marvels
The Marvels és una pel·lícula de superherois de l'univers cinematogràfic de Marvel. És la seqüela de Captain Marvel, estrenada l'any 2019, i una continuació de la sèrie de Disney+ Ms. Marvel. L'actriu Brie Larson torna a interpretar el rol de Carol Danvers. Al desembre de 2020, es va anunciar que Vellani tornaria a fer el seu paper de Kamala Khan a la pel·lícula juntament amb Teyonah Parris com Monica Rambeau, una persona adulta, reprenent aquest paper de la sèrie Disney + WandaVision (2021).
Es va estrenar el 10 de novembre del 2023, com a part de la Fase Cinc de l'MCU.

## Argument
Després dels esdeveniments de Ms. Marvel, Carol Danvers, Kamala Khan i Monica Rambeau han d'unir-se després d'assabentar-se que cada vegada que utilitzen els seus poders, s'intercanvien de lloc entre elles.

## Repartiment
- Brie Larson com a Carol Danvers / Capitana Marvel: Una venjadora i expilot de caça de la Força Aèria l'ADN del qual va ser alterat durant un accident, la qual cosa la va donar una força sobrehumana, projecció d'energia i vol.
- Iman Vellani com a Kamala Khan / Ms. Marvel: una adolescent mutant de Nova Jersey que idolatra a Danvers i porta un braçalet màgic que li permet aprofitar l'energia còsmica i crear construccions de llum sòlida.
- Teyonah Parris com a Monica Rambeau: Una agent de S.W.O.R.D. amb la capacitat d'absorbir energia. És filla de l'amiga i companya d'aviació de Danvers, Maria Rambeau, i admirava Danvers de petita. Parris va dir que The Marvels explorarien Rambeau més enllà del que es va establir a WandaVision.
- Samuel L. Jackson com a Nick Fury: l'antic director de S.H.I.E.L.D. que treballa amb els Skrulls a l'espai profund.

Saagar Shaikh, Zenobia Shroff i Mohan Kapur repeteixen els seus respectius papers de Ms. Marvel com el germà gran de Khan, Aamir, la mare Muneeba i el pare Yusuf. Zawe Ashton ha estat elegida com a dolenta i Park Seo-joon ha estat seleccionat per a un paper no revelat. Goose the cat també apareixerà a la pel·lícula.

## Producció
Al febrer de 2019, Larson va expressar el seu interès per incloure el personatge Kamala Khan / Ms. Marvel en la seqüela. Feige va dir anteriorment que tenia previst presentar Khan a la MCU després del llançament de Capitana Marvel, i Iman Vellani va ser inclosa més tard en el paper de la sèrie Disney + Ms. Marvel (2021). Al març, Feige va dir que tenia idees "bastant increïbles" per a una seqüela de Captain Marvel, i va afegir que una possible seqüela podria explorar la bretxa de temps entre el final d'aquesta pel·lícula i la següent aparició de Danvers a Avengers: Endgame. Lashana Lynch va expressar el seu interès a repetir el seu paper de Maria Rambeau en aquesta seqüela. Feige va confirmar que la pel·lícula estava en desenvolupament al Comic-Con de San Diego del 2019. El gener de 2020, Megan McDonnell estava en negociacions finals per escriure el guió de la pel·lícula.